# Browar Regina
Browar Regina – browar w Antonowie pod Giżyckiem, działający w latach 1995–2007.

## Historia
Browar Regina został założony jako firma rodzinna w 1995 roku. Mieścił się przy zakładach mięsnych PPHU Górny w Antonowie. W swojej ofercie miał zarówno piwo niepasteryzowane jak i pasteryzowane. Na początku XXI wieku był jedynym w Polsce browarem produkującym butelkowe piwo pszeniczne i zarazem jedynym polskim producentem piwa typu kristallweizen. Browar Regina zaprzestał produkcji piwa w 2007 roku.
Moce produkcyjne zakładu wynosiły 30 000 hektolitrów piwa rocznie. Licencję na produkcję piwa marki Regina zakupił Browar Kormoran z Olsztyna.

## Nagrody
- 1998 Regina Premium - II miejsce na Konkursie Piw Polskich w Tychach[1]
- 2005 Regina Mocne - II miejsce na XIII Jesiennych Spotkaniach Browarników w Warszawie
- 2006 Regina Pszeniczne - II miejsce na XIV Jesiennych Spotkaniach Browarników w Kielcach

## Produkty
Lager
- Regina Hals
- Regina Lager
- Regina Light Beer
- Regina Pils
- Regina Premium Pils
- Regina Mocne
- Regina Storm

Dark lager
- Red House
- Regina Ciemne

Piwo pszeniczne
- Regina Pszeniczne